# Robert Knepper

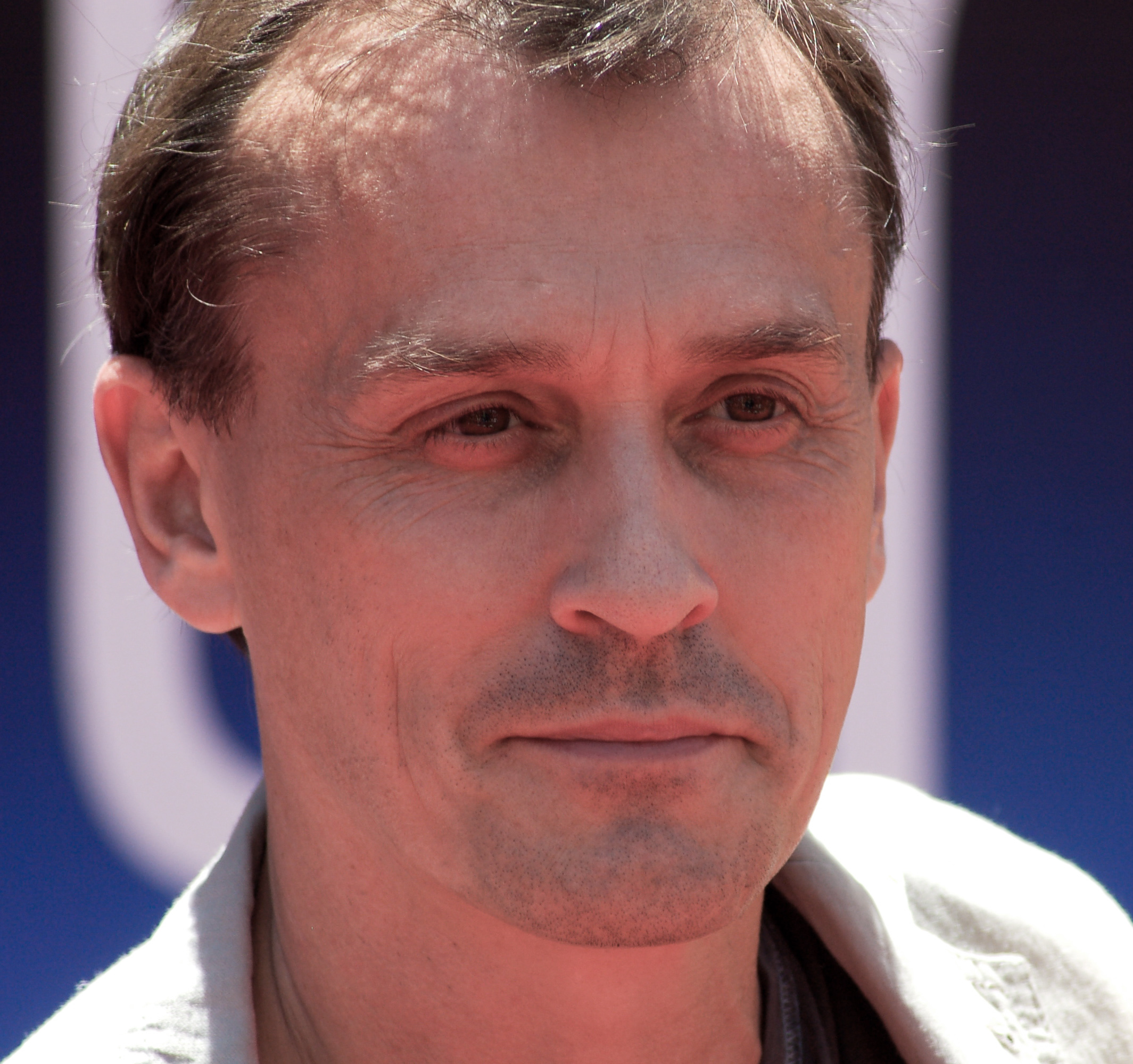

Robert Lyle Knepper (Fremont, Ohio, 8 de julho de 1959) é um ator norte-americano. Robert Knepper é filho de um veterinário, nasceu em Fremont, Ohio, e foi criado em Maumee (perto de Toledo). Ganhou notoriedade pelo seu papel de Theodore "T-Bag" Bagwell na série Prison Break, da FOX.

## Filmografia

### Cinema
| Ano       | Filme | Papel                           | Notas                                             |
| --------- | --- | ------------------------------- | ------------------------------------------------- |
| 1986      | That's Life! | Steve Larwin                    |                                                   |
| 1987      | Tour of Duty | Racist Soldier                  | TV episode: "Burn, Baby, Burn"                    |
| 1987      | Star Trek: The Next Generation                                                                                        | Wyatt Miller                    | TV episode: "Haven"                               |
| 1987      | Wild Thing | Wild Thing                      |                                                   |
| 1987      | The New Twilight Zone                                                                                                 | Alonzo                          | TV episode: "Joy Ride"                            |
| 1988      | D.O.A. | Nicholas Lang                   |                                                   |
| 1989      | Renegades | Marino                          |                                                   |
| 1990      | E.A.R.T.H. Force | Dr. Peter Roland                |                                                   |
| 1990      | Young Guns II | Deputy Carlyle                  |                                                   |
| 1991      | Session Man |                                 |                                                   |
| 1992      | Gas Food Lodging | Dank                            |                                                   |
| 1992      | Red Shoe Diaries | Nick Willard                    | TV episode: "You Have the Right to Remain Silent" |
| 1993      | Doorways | Thane                           | Unaired TV pilot                                  |
| 1996      | Dead of Night | Christian                       |                                                   |
| 1996      | Jaded | Freddy                          |                                                   |
| 1998      | You Are Here |                                 |                                                   |
| 1998      | The Stringer | John                            |                                                   |
| 1998      | ER | Keith Reynolds                  | TV episode: "My Brother's Keeper"                 |
| 1998      | Star Trek: Voyager | Gaul                            | TV episode: "Dragons Teeth"                       |
| 1999      | Absence of the Good                                                                                                   | Glenn Dwyer                     |                                                   |
| 1999      | Kidnapped in Paradise                                                                                                 | Renard                          | Plays the leader of modern day pirates            |
| 2000      | Harsh Realm | Mad priest                      | TV episode: "Camera Obscura"                      |
| 2000      | Seven Days | Major Gene Hastings             | TV episode: "Space Station Down"                  |
| 2000      | La Femme Nikita | Henry Collins                   | TV episode: "Toys in the Basement"                |
| 2001      | Law & Order: Criminal Intent                                                                                          | Dr. Peter Kelmer                | TV episode: "The Good Doctor"                     |
| 2001      | Thieves | Special Agent Shue              | TV series                                         |
| 2002–2003 | Presidio Med | Sean                            | TV series (recurring role)                        |
| 2004      | Species III | Dr. Abbot                       |                                                   |
| 2004      | CSI: Miami | Freddy Coleman                  | TV episode: "Addiction"                           |
| 2005–2009 | Prison Break | Theodore "T-Bag" Bagwell        | TV series                                         |
| 2005      | Good Night, and Good Luck                                                                                             | Don Surine                      |                                                   |
| 2005      | Hostage | Will Bechler                    |                                                   |
| 2005      | Carnivàle | Tommy Dolan                     | TV series (recurring role)                        |
| 2007      | Hitman | Yuri Marklov                    |                                                   |
| 2008      | Transporter 3 | Johnson                         |                                                   |
| 2008      | The Day the Earth Stood Still                                                                                         | Colonel                         |                                                   |
| 2009–2010 | Heroes | Samuel Sullivan                 | TV series                                         |
| 2010      | Burning Daylight | Elam 'Burning Daylight' Harnish | Segment "Part III: Burning Daylight"              |
| 2010      | Stargate Universe | Simeon                          | TV series                                         |
| 2010      | Chase | Jack Druggan                    | TV Episode: "The Comeback Kid"                    |
| 2010      | Criminal Minds | Rhett Walden                    | TV Episode: "Reflection of Desire"                |
| 2011      | Breakout Kings | Theodore "T-Bag" Bagwell        | TV series                                         |
| 2011      | Shameless US |                                 | TV Series: 2 episodios                            |
| 2013 2014 | Cult | Roger Reeves                    | TV Series                                         |
| 2013 2014 | Percy Jackson & the Olympians: The Sea of Monsters The Blacklist Arrow Jogos Vorazes: A Esperança - Parte I The Flash | Cronos The Courier              | TV Series: "The Courier" TV Series: 1 episodios   |
| 2016      | Jack Reacher: Sem Retorno                                                                                             | Gen. Harkness                   |                                                   |
| 2017      | Twin Peaks: The Return                                                                                                | Rodney Mitchum                  | TV Series: 6 episodios                            |
| 2018      | Frat Pack Na Mira do Medo                                                                                             | Kush Victor Nokak               |                                                   |
| 2019      | Defended War Voice of the Nation S.W.A.T: Força Letal                                                                 | Sam                             |                                                   |
| 2019      | Voice of the Nation                                                                                                   |                                 |                                                   |
| 2020      | Nova Vita |                                 | TV Serie: 9 episodios                             |